# Alfred Kempe
Alfred Bray Kempe (Kensington, Londres, 6 de julho de 1849 – Londres, 21 de abril de 1922) foi um matemático britânico, conhecido por sua contribuição para o teorema das quatro cores.
Kempe estudou no Trinity College da Universidade de Cambridge, onde foi dentre outros alunos de Arthur Cayley. Completou sua formação acadêmica em 1874, porém trabalhou inicialmente apesar de seu interesse na matemática como advogado com especialização em direito religioso.
Em 1879 publicou sua prova (incorreta!) do teorema das quatro cores, que 11 anos depois foi declarada incorreta, quando em 1890 Percy Heawood descobriu um erro em sua publicação. Apesar do erro sua prova mereceu profundas considerações, que foram fundamentalmente importantes para a mais tarde prova correta por Kenneth Appel e Wolfgang Haken em 1976.
Kempe foi eleito em 1881 membro da Royal Society e foi de 1892 a 1894 presidente da London Mathematical Society. O pesquisador polar britânico Robert Falcon Scott denominou o Monte Kempe na Antártida em sua memória.

O inversor de Sylvester-Kempe desenha uma linha reta.

Foi palestrante do Congresso Internacional de Matemáticos em Heidelberg (1904: Ein Gelenkmechanismus zur Teilung des Winkels).